# Benjamin Varonian
Benjamin Varonian (n. 15 iunie 1980, Nisa, Franța) este un gimnast artistic ce a reprezentat Franța, medaliat olimpic. A participat la o ediție a Jocurilor Olimpice (2000) în care a câștigat o medalie de argint.

## Participări
Lista de mai jos prezintă principalele competiții la care a participat Benjamin Varonian de-a lungul carierei.
- gymnastics at the 2000 Summer Olympics – men's horizontal bar[*]